# Same babe
Same babe je slovenska glasbena skupina, ustanovljena leta 2003.

## Zgodovina
Skupina je nastala spomladi 2003, da bi sodelovala na literarnem večeru, posvečenem pesniku Janezu Menartu. Nastopila je na vseh pomembnejših etno (in sorodnih) festivalih v Sloveniji in izdala dva albuma: zgoščenko uglasbene poezije Janeza Menarta Za ljubi kruhek in njene črne črne lase (Sanje, 2007) in Terezijanske (ZKP RTV Slovenija / Sanje, 2011), na kateri je predstavila avtorske pesmi ter svoje videnje ljudskih pesmi in uglasbitev priznanih slovenskih pesnikov (Kajetan Kovič, Frane Milčinski – Ježek). Leta 2009 je skupina z avtorskim šansonom Dobri možje zmagala na Festivalu slovenskega šansona. Zasedba pri svojem ustvarjanju besedila dobesedno »opremlja« z glasbo, tako da je glasbeni del nekakšno ogledalo besednemu. V glasbenem smislu daje velik poudarek večglasnemu petju, njene nastope pa spremlja velik odmerek humorja in performansa.
Zasedba preigrava etno glasbo, jazz, blues, rock, pa tudi klasično glasbo. 

## Zasedba
- Viktor Škedelj (Viki Baba) - vokal, akustična kitara, harmonika, avtor glasbe, avtor besedil, priredbe glasbe.
- Marko Jelovšek - vokal, kontrabas, kitara, priredbe glasbe (sodeluje tudi z drugimi glasbenimi zasedbami: Simfonika Vrhnika, Big Band Vrhnika, Jazzy Brothers, Orkester Glasbene šole Logatec).
- Marko Voljč - vokal, trobenta, ritmični instrumenti, priredbe glasbe (sodeluje tudi z drugimi glasbenimi zasedbami: Simfonika Vrhnika, Big Band Vrhnika, Pihalni orkester Logatec, Orkester Glasbene šole Logatec, Pevski zbor Adoramus).
- Miha Nemanič – vokal, orglice, tamburin, priredbe glasbe (je član tudi zasedbe Holder, ki je do sedaj izdala dve glasbeni zgoščenki: Daleč stran je sodni dan (Nika, 2002) in Skoč' mi na hrbet (Cela pametna založba, 2007).
- Uroš Buh - vokal, tolkala
- Matjaž Ugovšek Ugo - vokal, kitara

## Diskografija
- Za ljubi kruhek in njene črne črne lase, Založba Sanje, Ljubljana, 2007
- Terezijanske, Založba Sanje / ZKP RTV Slovenija , Ljubljana, 2007
- Dobri možje - Založba Pivec, Maribor, 2013